# 三民書局

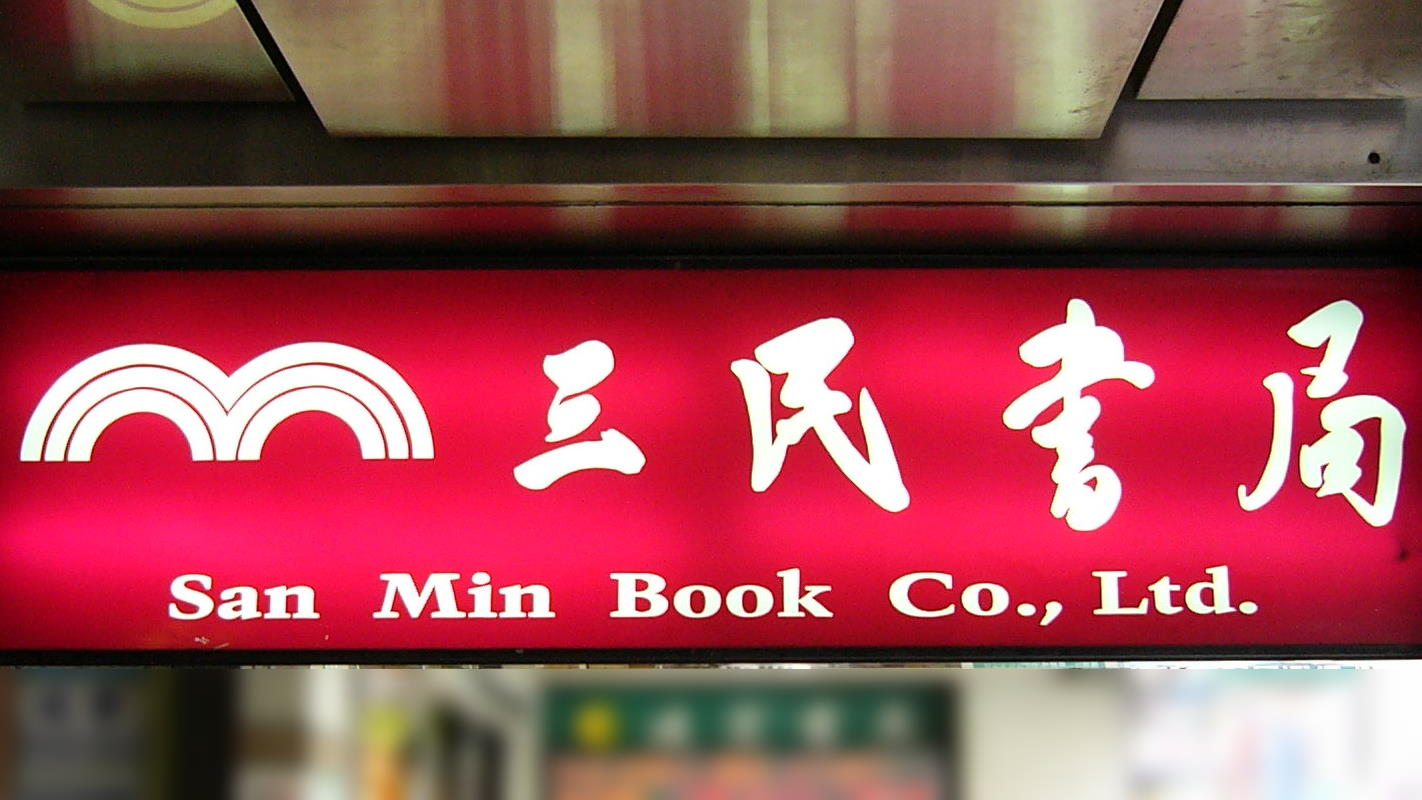
三民書局商標招牌

三民書局（英語：San Min Book）是臺灣一家兼營出版社與書店的文化業者，由劉振強、柯君欽、范守仁三人集資創立於1953年，宗旨為「傳播學術思想，延續文化發展」，早期出版法政（法律類及政治類）大學用書、《三民文庫》、《古籍今注新譯叢書》、《大辭典》，後亦出版字典及兒童、青少年讀物，轉型成為綜合型出版機構。

## 歷史
1953年，劉振強、柯君欽、范守仁合資新臺幣五千元，取「三個小民」之意命名成立「三民書局」，與三民主義無關。隨後，范守仁、柯君欽兩人因志向不同先後離開，由劉振強獨立經營。三民書局最早的營業地點設於臺北市城中區衡陽路46號，與虹橋書店、文具攤販合租，位於大萬商場對面，店面僅20坪，以出版法律類書籍為主。
1961年，三民書局遷移至臺北市城中區重慶南路一段77號，開始編撰辭典、各類叢書，其中包括《古文觀止》、《大辭典》、《新譯四史》（《漢書》、《後漢書》、《三國志》、《史記》）等。
1975年，臺北市城中區重慶南路一段61號「三民大樓」落成啟用，並掛上溥心畬所題「三民書局」四字招牌。1988年，三民書局門市部擴展至重慶南路一段59號，成為雙戶兩層樓，也是臺灣第一家有手扶梯的書店。
1993年，三民書局在臺北市復興北路建造的「文化大樓」落成，編輯部遷入文化大樓。2013年1月，國家圖書館總館地下1樓三民書局國圖門市展開試營運。2013年12月，三民書局國圖門市結束營運。
2017年1月23日，劉振強過世，享壽86歲；劉振強次子劉仲傑繼任三民書局及東大圖書公司負責人。

## 關係企業
1975年，三民書局關係企業東大圖書公司創立，宗旨為「知識普及化，學術思想通俗化」，主要出版哲學、人文、藝術等書籍。著名出版品有《滄海叢刊》、《現代佛學叢書》等。《滄海叢刊》取「學術如滄海無涯」之意，包括國學、哲學、宗教、應用科學、社會科學、藝術等專門類的書籍。《現代佛學叢書》則以淺顯的文字介紹佛教思想。
1983年，三民書局將圖書銷售業務獨立為關係企業弘雅圖書，以「圖書館式書店」為出發點的大面積型態經營實體書店。1996年，弘雅圖書設立之網路書店「三民網路書店」正式營運。2019年3月，弘雅圖書更名為弘雅三民圖書。

## 門市
| 縣市   | 名稱                             |
| 臺北市 | 復北門市：中山區復興北路386號    |
| 臺北市 | 重南門市：中正區重慶南路一段61號 |

## 外部連結
- 三民網路書店（页面存档备份，存于）
- 三民書局與三民網路書店的Facebook專頁